# Acraea rohlfsi
Acraea rohlfsi är en fjärilsart som beskrevs av Suffert 1904. Acraea rohlfsi ingår i släktet Acraea och familjen praktfjärilar. Inga underarter finns listade i Catalogue of Life.